# نهائي بطولة اتحاد جنوب آسيا لكرة القدم 2023
المباراة النهائية لبطولة كأس اتحاد جنوب آسيا لكرة القدم 2023 هي المباراة النهائية لبطولة كأس اتحاد جنوب آسيا لكرة القدم 2023، التي ستقام في 4 يوليو 2023 في بنغالورو ، كارناتاكا . أُعلن أن المباريات خلال البطولة ، بما في ذلك المباراة النهائية ، ستقام على ملعب سري كانتيرافا ، بنغالورو .

## الملعب

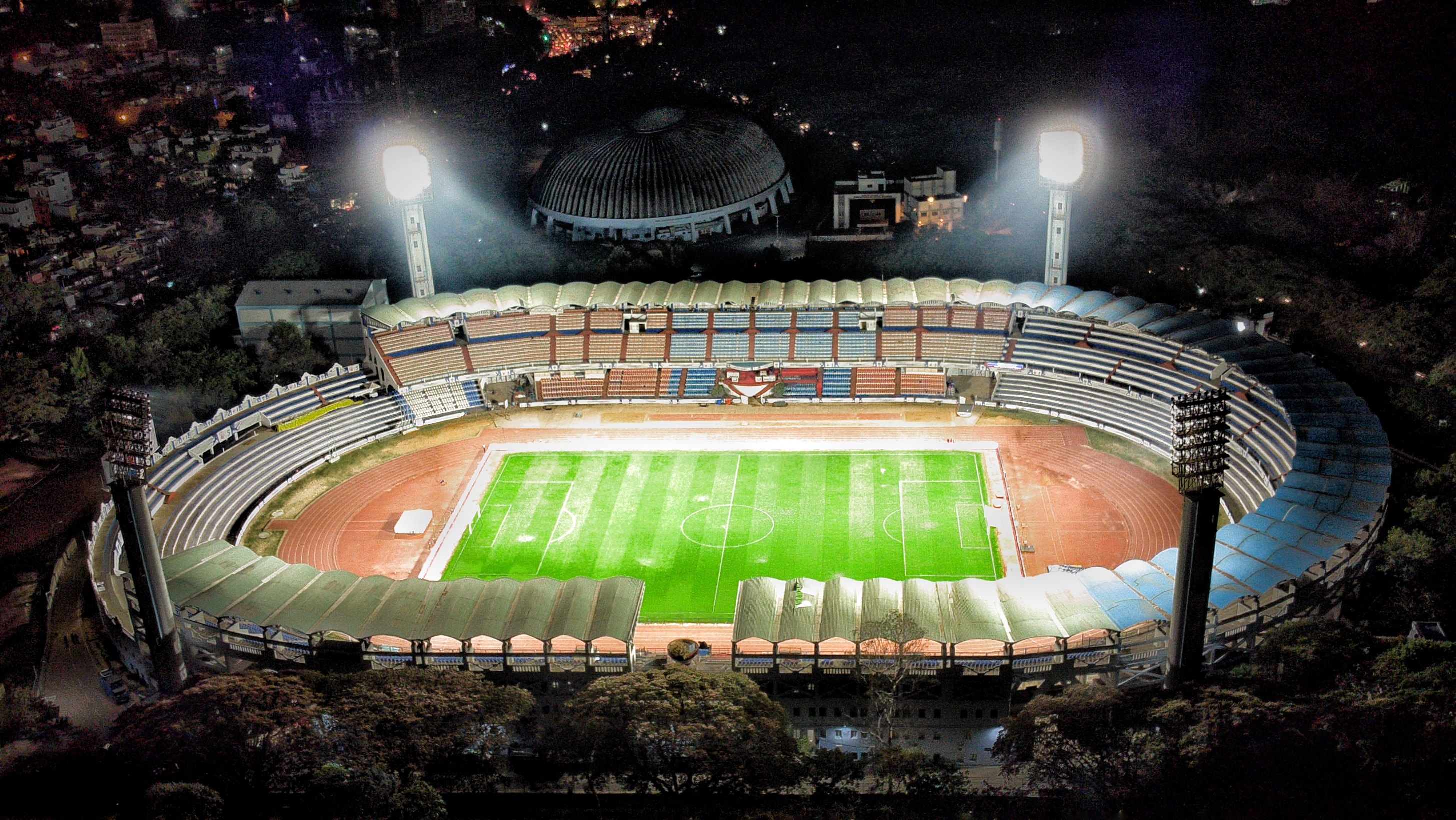
أقيمت المباراة النهائية لبطولة الاتحاد الآسيوي لكرة القدم 2023 في هذا الملعب.

في 19 مارس 2023 ، أُعلن أن المباريات خلال البطولة ، بما في ذلك المباراة النهائية ، ستقام على ملعب سري كانتيرافا في بنغالورو ، كارناتاكا .

## الطريق إلى النهائي
| الفريق  | لعب | ف | ت | خ | أ.له | أ.ع | أ.ف | نقاط |
| ------- | --- | - | - | - | ---- | --- | --- | ---- |
| الكويت  | 3   | 2 | 1 | 0 | 8    | 2   | +6  | 7    |
| الهند   | 3   | 2 | 1 | 0 | 7    | 1   | +6  | 7    |
| نيبال   | 3   | 1 | 0 | 2 | 2    | 5   | −3  | 3    |
| باكستان | 3   | 0 | 0 | 3 | 0    | 9   | −9  | 0    |

| فريق    | لعب | ف | ت | خ | أ.له | أ.ع | أ.ف | نقاط |
| ------- | --- | - | - | - | ---- | --- | --- | ---- |
| الكويت  | 3   | 2 | 1 | 0 | 8    | 2   | +6  | 7    |
| الهند   | 3   | 2 | 1 | 0 | 7    | 1   | +6  | 7    |
| نيبال   | 3   | 1 | 0 | 2 | 2    | 5   | −3  | 3    |
| باكستان | 3   | 0 | 0 | 3 | 0    | 9   | −9  | 0    |

## مباراة
قواعد المباراة
- 90 دقيقة
- 30 دقيقة من الوقت الإضافي إذا لزم الأمر
- ضربات الجزاء الترجيحية إذا كانت النتائج لا تزال متساوية
- بحد أقصى خمسة عشر بدائل مسماة
- خمسة استبدالات كحد أقصى ، مع السماح بسادس في الوقت الإضافي [note 1]
- الحد الأقصى لاستبدال ارتجاج واحد

### التفاصيل
| الكويت                                                | 1 - 1 (ب.و.إ.) | الهند                                                 |
| ----------------------------------------------------- | -------------- | ----------------------------------------------------- |
| - الخالدي 15'                                         | تقرير          | - تشاهنغتي 39'                                        |
| ركلات الترجيح                                         |                |                                                       |
| - دحام - العتيبي - الظفيري - ناجي - الخالدي - إبراهيم | 4–5            | - تشيتري - جهينغان - تشاهنغتي - أودانتا - بوز - ماهيش |

| الكويت | الهند |

## راجع
1. ↑  "Bengaluru to host 2023 SAFF Championship". مؤرشف من الأصل في 2023-06-26. اطلع عليه بتاريخ 2023-03-19.

1. ↑  Each team was given only three opportunities to make substitutions, with a fourth opportunity in extra time, excluding substitutions made at half-time, before the start of extra time and at half-time in extra time.